# Castelo de Rastignac

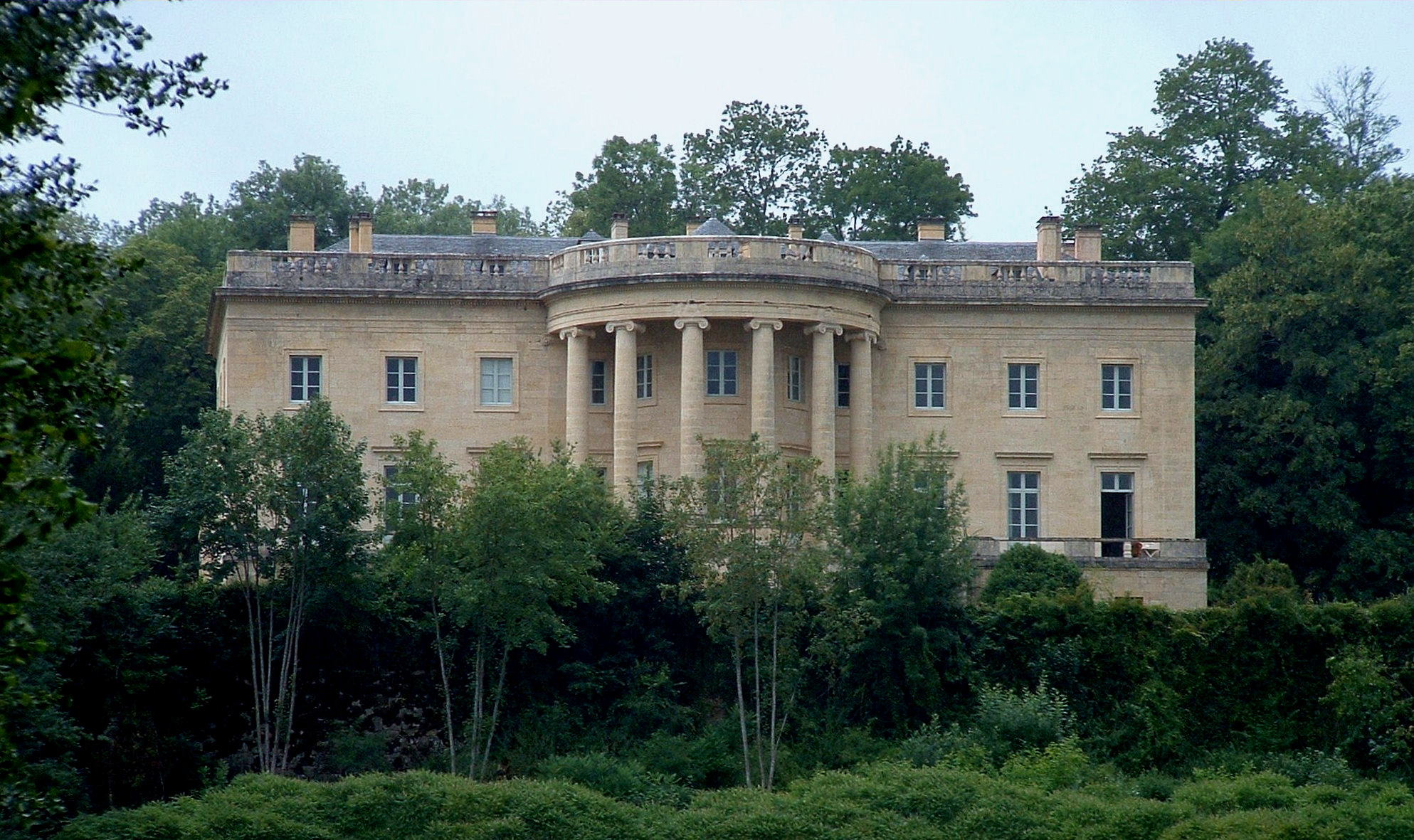
Fachada do Castelo de Rastignac.

O Château de Rastignac é um palácio rural da França, construído em estilo neoclássico entre 1812 e 1817 segundo desenhos do arquitecto Mathurin Salat (1755–1822), por vezes chamado de "Blanchard". O château fica localizado em La Bachellerie, próximo de Bordéus, na Dordonha. O edifício foi construído em calcário para o Marquês de Rastignac.
Entre os seus residentes conta-se Cléo de Mérode, rival de Sarah Bernhardt.

## História
No lugar onde se ergue o actual palácio encontram-se traços de um château chamado de "Hospitium de Rastinhaco", o qual datava de 1483. Em 1572, este edifício foi incendiado como consequência da condenação dos seus proprietários, Raymond Chapt de Rastignac e os seus dois irmãos, devido aos episódios dos Grands Jours de Périgueux.
Na década de 1780, o Marquês de Chapt de Rastignac pensou em reconstruir o palácio, tendo mandado fazer planos nesse sentido. No entanto, a Revolução Francesa, ocorrida em 1789, obrigou o aristocrata a fugir para Alemanha, em 1791, para evitar a guilhotina. O projecto só seria retomado duas décadas depois, já depois das Guerras Napoleónicas. Quando ficou concluído, o palácio foi decorado no estilo Império Francês.
No dia 30 de Março de 1944 as forças Schutzstaffel nazis (SS) em fuga tentaram destruir o Chateau Rastignac em retribuição à Resistência Francesa. Usando fósforo como acelerador, o incêndio deflagrou durante cinco dias. A colecção de quadros que o palácio continha desapareceu, então, totalmente. Apenas as paredes exteriores de calcário sobreviveram.
Por ordem datada de 16 de Janeiro de 1946, as fachadas do palácio, as áreas de serviço e o parque foram classificados como "Monumento Histórico".
Em 1952, o Château de Rastignac foi restaurado pelo arquitecto Froidevaux, dos Monumentos Históricos.
A reconstrução dos espaços interiores do palácio foi concluída em 2003, encontrando-se, actualmente, dividido em sete apartamentos residenciais, cinco no edifício principal e dois nas antigas cocheiras.

## O Château de Rastignac e a Casa Branca
A particularidade de o pórtico jónico semicircular do Château de Rastignac, em estilo palladiano, lembrar a fachada sul da Casa Branca (construida em 1829), em Washington, levou certos historiadores a especular sobre as influencias que cada edifício terá tido no outro. Alguns pensam que essa semelhança se deve a um desenho do arquitecto Charles-Louis Clérisseau, um amigo de Thomas Jefferson da época em que este era embaixador dos E.U.A em Paris.
Embora James Hoban, o arquitecto irlandês original da Casa Branca, nunca tenha visitado a região, o terceiro Presidente dos E.U.A., Thomas Jefferson, fê-lo em 1789. Nessa ocasião terá visitado a Escola de Arquitectura, onde estava depositada uma cópia dos planos para o futuro Château de Rastignac, os quais Jefferson terá consultado, o que poderá ter influenciado no desenho da Casa Branca quando este regressou aos E.U.A.
Uma reportagem da TF1 que foi para o ar no dia 31 de Outubro de 2006 sustenta a tese de que o Château de Rastignac terá servido de modelo para a concepção da Casa Branca com base numa estadia de Jefferson durante a sua permanência na França. Este trabalho foi apoiado pela pesquisa de um historiador.